# Pourtalosmilia
Genre
Pourtalosmilia est un genre de coraux durs de la famille des Caryophylliidae.

## Liste d'espèces
Selon World Register of Marine Species (29 juin 2015) et ITIS (29 juin 2015), le genre Pourtalosmilia comprend les espèces suivantes :
- Pourtalosmilia anthophyllites Ellis & Solander, 1786
- Pourtalosmilia conferta Cairns, 1978